# 15355 Maupassant
15355 Maupassant è un asteroide della fascia principale. Scoperto nel 1995, presenta un'orbita caratterizzata da un semiasse maggiore pari a 2,4571582 UA e da un'eccentricità di 0,0625152, inclinata di 4,98837° rispetto all'eclittica.